# Ian Hamilton Finlay
Ian Hamilton Finlay (Nasáu (Bahamas), 28 de octubre de 1925 - Edimburgo (Escocia), 27 de marzo de 2006) fue un poeta, jardinero y escultor escocés.

## Biografía

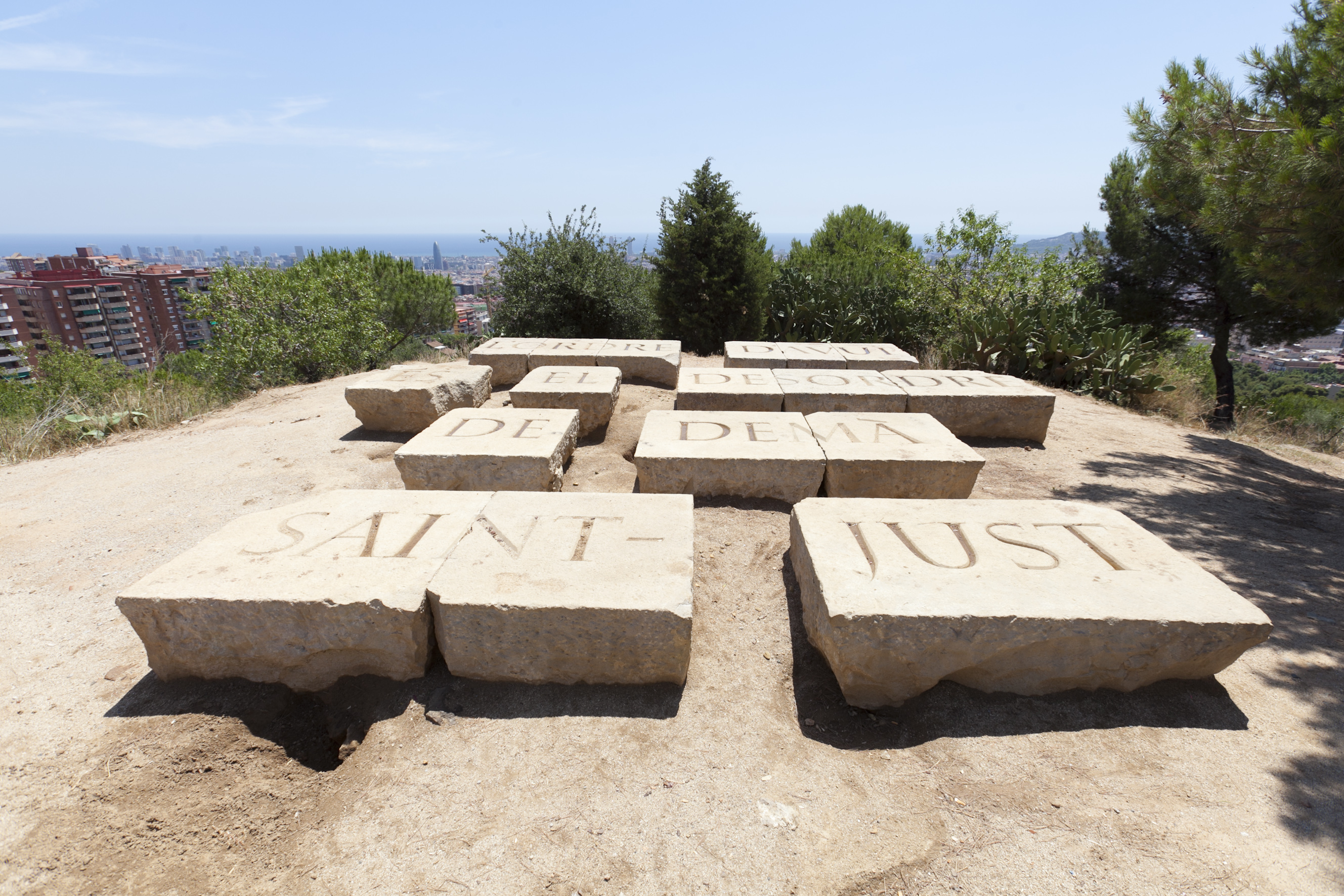
El orden de hoy es el desorden de mañana (Saint-Just), en el Parque del Carmelo.

Finlay nació en Nasáu (Bahamas), hijo de padres escoceses. Fue educado en la Dollar Academy en Dollar (Escocia). A los 13 años, debido al inicio de la Segunda Guerra Mundial, fue evacuado a las islas Orcadas. En 1942, se unió al Ejército Británico.
Al final de la guerra, Finlay trabajó como pastor, antes de empezar a escribir cuentos y poemas. Finlay publicó varios libros, incluyendo The Sea Bed and Other Stories (1958) y The Dancers Inherit the Party (1960). Además, escribió varias obras teatrales cortas, algunas de las cuales fueron transmitidas por la BBC.
En 1963, Finlay publicó Rapel, su primera colección de caligramas. Esta obra fue publicada casi en su totalidad por su propia editorial, Wild Hawthorn Press. 

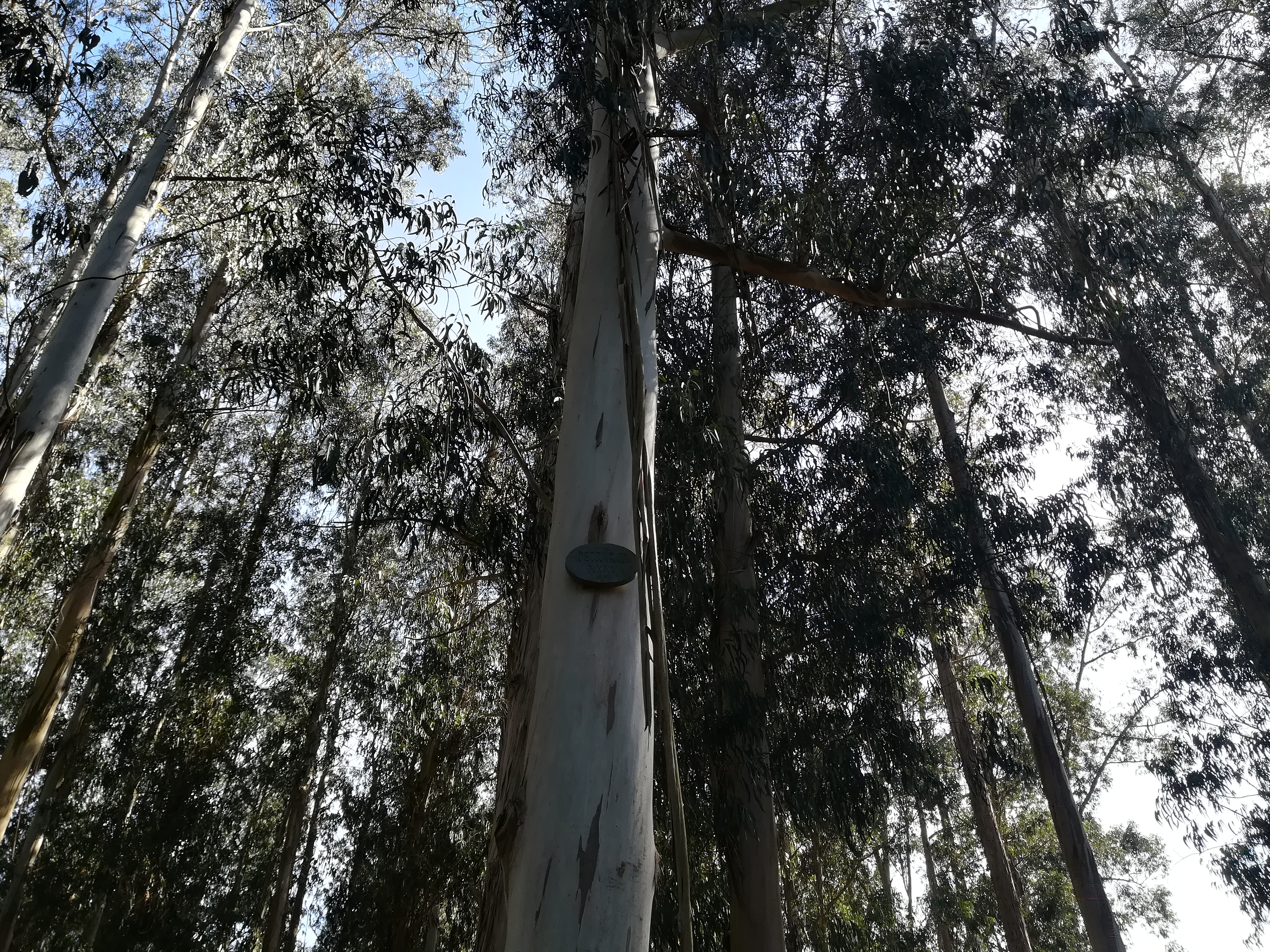
Petrarca XXXV, en el Parque de la Isla de las Esculturas de Pontevedra.

Asimismo, Finlay empezó a inscribir sus poemas en piedras y las colocaba en el ambiente. Este tipo de ambientes fueron usados extensivamente en su jardín Little Sparta en Pentland Hills, cerca de Edimburgo, donde vivía. Este jardín, con un área de cinco acres, también incluye esculturas convencionales y pequeños templos. En una encuesta realizada por el periódico Scotland on Sunday en 2004, cincuenta artistas profesionales eligieron a Little Sparta como el trabajo artístico más importante de Escocia, venciendo a la Glasgow School of Art y la pintura The Skating Minister. El historiador británico sir Roy Strong ha dicho que Little Sparta es "el único jardín realmente original hecho en el país desde 1945."
Finlay usó varios temas recurrentes en sus obras, incluyendo referencias los escritores clásicos (especialmente Virgilio), a la pesca y al mar, así como un interés especial en la Revolución francesa y la Segunda Guerra Mundial.
Finlay recibió numerosos reconocimientos por su trabajo. En 1985, estuvo nominado al Premio Turner. Así mismo, recibido doctorados honorarios de la Universidad de Aberdeen (1987), la Heriot-Watt University (1993) y la Universidad de Glasgow y fue profesor honorario de la Universidad de Dundee en 1999. En 2002, recibió la Scottish Horticultural Medal de la Royal Caledonian Horticultural Society y, en 2003, fue galardonado con el Creative Scotland Award de la Scottish Arts Council. En 2002, Finlay fue nombrado comendador de la Orden del Imperio Británico.
Finlay estuvo casado en dos ocasiones y tuvo dos hijos. Murió en Edimburgo en 2006, a los 80 años.